# Hydrocyanierung
Die Hydrocyanierung ist die chemische Reaktion von Alkenen, Alkinen oder Carbonylverbindungen mit Cyanwasserstoff unter Bildung von Nitrilen. Die Reaktion wird durch homogene Nickelkatalysatoren katalysiert und eröffnet den Zugang zu verschiedenen organischen Zwischenprodukten, da eine Vielzahl verschiedener Edukte eingesetzt und die Nitrilgruppe des Produktes einfach in andere funktionelle Gruppen (–CH2–NH2, –COOH) umgewandelt werden kann.
Allgemeiner Katalysecyclus:
Aus dem Präkatalysator NiL4, einem Tetrakis(phosphit)nickel(0)-Komplex, bildet sich zuerst durch Liganddissoziation die katalytisch aktive Spezies NiL2. Es folgt die oxidative Addition von HCN (1), die Koordination des Olefins (π-Komplex) (2), dessen Insertion (anti-Markownikow) (3) und schließlich die reduktive Eliminierung (4). Ein weiterer Ligand kann auch Bis-1,2-diarylphosphinit sein.
Als Cokatalysator können Lewis-Säuren hinzugegeben werden. Diese beschleunigen die Reaktion und erhöhen den Anteil an linearem Produkt, da sie an die Nitrilgruppe koordinieren und somit die sterische Hinderung am Metallatom erhöhen.
Die Hydrocyanierung wird großtechnisch zur Herstellung von Polyamiden verwendet. DuPont stellt aus Butadien und HCN unter Verwendung des Katalysators Ni[(ArO)3P]4 Adiponitril her, nach Hydrierung zu Hexamethylendiamin erfolgt dann die Reaktion mit Adipinsäure zu Nylon (Polyamid 66).